# Совет по правам человека (Россия)
Совет по правам человека (аббр.: СПЧ) — консультативный орган при президенте России по содействию главе государства в реализации его конституционных полномочий в области обеспечения и защиты прав и свобод человека и гражданина, информированию президента о положении дел в этой области, содействию развитию институтов гражданского общества, подготовке предложений главе государства по вопросам, входящим в компетенцию Совета.
Создан указом президента Российской Федерации от 6 ноября 2004 года № 1417 путём преобразования Комиссии по правам человека при президенте Российской Федерации, действовавшей с 1 ноября 1993 года. Этим же указом утверждено Положение о Совете.

## Основные задачи
(в соответствии с Положением о Совете, утверждённым указом президента Российской Федерации от 6 ноября 2004 г. № 1417)
- оказание содействия президенту Российской Федерации в реализации его конституционных полномочий в области обеспечения и защиты прав и свобод человека и гражданина;
- подготовка предложений президенту Российской Федерации по совершенствованию механизмов обеспечения и защиты прав и свобод человека и гражданина в Российской Федерации, а также граждан Российской Федерации, находящихся за её пределами;
- систематическое информирование президента Российской Федерации о положении дел в области соблюдения прав и свобод человека и гражданина в Российской Федерации и за рубежом;
- организация проведения экспертизы проектов федеральных законов и иных нормативных правовых актов, предусматривающих регулирование вопросов обеспечения и защиты прав и свобод человека и гражданина, подготовка соответствующих предложений президенту Российской Федерации;
- подготовка предложений президенту Российской Федерации по вопросам взаимодействия с правозащитными общественными объединениями и их представителями;
- подготовка предложений президенту Российской Федерации по вопросам становления институтов гражданского общества, расширения взаимодействия между общественными и государственными институтами, а также разработки технологий учёта общественных инициатив при формировании государственной политики в области обеспечения и защиты прав и свобод человека и гражданина;
- содействие координации деятельности правозащитных общественных объединений и их взаимодействию с федеральными органами государственной власти, органами государственной власти субъектов Российской Федерации;
- содействие разработке механизмов общественного контроля в области обеспечения и защиты прав и свобод человека и гражданина, подготовка соответствующих предложений президенту Российской Федерации;
- участие в укреплении международного сотрудничества в области обеспечения прав и свобод человека и гражданина;
- содействие правовому просвещению населения;
- анализ обращений физических и юридических лиц, содержащих информацию о проблемах в области обеспечения и защиты прав и свобод человека и гражданина;
- обсуждение по предложению президента Российской Федерации иных вопросов, относящихся к компетенции Совета.

## Деятельность
Совет осуществляет законотворческую деятельность, анализ законодательства и правоприменительной практики, координацию деятельности неправительственных организаций, деятельность, направленную на борьбу с неуставными отношениями в армии, работу по рассмотрению индивидуальных и коллективных обращений граждан, взаимодействие с ведомствами и региональными властями по профильным вопросам.
Владимир Путин встречался с членами Совета 20 июля 2005 года и 11 января 2007 года.
В декабре 2015 года члены совета попросили Следственный комитет России проверить 159 случаев гибели российских военнослужащих в 2014—2015 годах.
6 марта 2022 года после вторжения России на Украину члены Комиссии по политическим правам Совета выступили с заявлением, призывающим остановить военные действия.
В конце 2024 года глава СПЧ Валерий Фадеев предложил запретить детям не знающих русский язык получать школьное образование.

## Председатели Совета
- 2004—2010 годы — Элла Памфилова;
- 2010—2019 годы — Михаил Федотов;
- С 2019 года — Валерий Фадеев.

## Текущий состав
1. Фадеев Валерий Александрович — советник президента Российской Федерации (председатель совета)
2. Киркора Ирина Владимировна — директор авторского центра «Мир Семьи» (заместитель председателя Совета, по согласованию)
3. Точёнов Александр Сергеевич — президент Центра прикладных исследований и программ (ответственный секретарь Совета, по согласованию)
4. Амбиндер Лев Сергеевич — президент благотворительного фонда помощи тяжело больным детям, сиротам и инвалидам «Русфонд» (по согласованию)
5. Андреева Татьяна Константиновна — доцент Московского государственного университета имени М.В.Ломоносова, заместитель Председателя Высшего Арбитражного Суда Российской Федерации в отставке (по согласованию)
6. Ахмедова Марина Магомеднебиевна — заместитель главного редактора журнала «Русский репортер» (по согласованию)
7. Ашманов Игорь Станиславович — президент АО «Крибрум» (по согласованию)
8. Белехова Юлия Александровна — руководитель Комитета семей воинов Отечества (по согласованию)
9. Боков Андрей Владимирович — президент отделения Международной академии архитектуры в Москве (по согласованию)
10. Боровова Ирина Валерьевна — президент ассоциации онкологических пациентов «Здравствуй!» (по согласованию)
11. Брод Александр Семёнович — председатель координационного совета «Юристы за права и достойную жизнь человека» (по согласованию)
12. Власов Ян Владимирович — сопредседатель Всероссийского союза общественных объединений пациентов (по согласованию)
13. Вышинский Кирилл Валериевич — исполнительный директор международного информационного агентства «Россия сегодня»
14. Гусев, Павел Николаевич — генеральный директор ЗАО «Редакция газеты „Московский Комсомолец“», главный редактор газеты «Московский Комсомолец», председатель общественной организации «Союз журналистов Москвы» (по согласованию)
15. Демичева Ольга Юрьевна — президент международной благотворительной организации «Справедливая помощь Доктора Лизы» (по согласованию)
16. Замшев Максим Адольфович — главный редактор «Литературной газеты» (по согласованию)
17. Иванов Николай Фёдорович — председатель правления Союза писателей России (по согласованию)
18. Иконников Владимир Юрьевич — председатель Общественной палаты Сахалинской области (по согласованию)
19. Ионов Алексей Владимирович — общественный деятель (по согласованию)
20. Кабанов Кирилл Викторович — председатель Национального антикоррупционного комитета (по согласованию)
21. Каледа Кирилл Глебович — протоиерей, настоятель храма Новомучеников и Исповедников Российских в Бутове (по согласованию)
22. Караганов Сергей Александрович — почётный председатель президиума Совета по внешней и оборонной политике (по согласованию)
23. Ковлер Анатолий Иванович — заведующий Центром зарубежного законодательства и сравнительного правоведения Института законодательства и сравнительного правоведения при Правительстве России (по согласованию)
24. Коц Александр Игоревич — специальный корреспондент издательского дома «Комсомольской правды» (по согласованию)
25. Кравченко Борис Евгеньевич — президент Конфедерации труда России (по согласованию)
26. Маковецкая Светлана Геннадьевна — директор фонда «Центр гражданского анализа и независимых исследований „ГРАНИ“» (по согласованию)
27. Марголина Татьяна Ивановна — профессор Пермского государственного национального исследовательского университета, член пермского краевого отделения Международного историко-просветительского, благотворительного и правозащитного «Мемориал» (по согласованию)
28. Мельников Алексей Владимирович — ответственный секретарь Общественной наблюдательной комиссии города Москвы (по согласованию)
29. Мерзлякова Татьяна Георгиевна — уполномоченный по правам человека в Свердловской области (по согласованию)
30. Меркачёва Ева Михайловна — обозреватель газеты «Московский Комсомолец» (по согласованию)
31. Михайлов Константин Петрович — координатор движения «Архнадзор» (по согласованию)
32. Мысловский Евгений Николаевич — почётный президент фонда противодействия организованной преступности и коррупции «Антимафия» (по согласованию)
33. Назарова Юлиа Давидовна — президент благотворительного фонда «Банк еды «Русь» (по согласованию)
34. Новиков Игорь Алексеевич — директор организации содействия социальной интеграции инвалидов «Пространство равных возможностей» (по согласованию)
35. Пастухов Игорь Николаевич — адвокат Московской коллегии адвокатов «Юридическая фирма „ЮСТ“» (по согласованию)
36. Поляков Леонид Владимирович — профессор Национального исследовательского университета «Высшая школа экономики» (по согласованию)
37. Романов Роман Владимирович — директор Государственного музея истории ГУЛАГа»
38. Рукшин Сергей Евгеньевич — профессор Российского государственного педагогического университета им. А.И.Герцена» (по согласованию)
39. Ряховский Владимир Васильевич — управляющий партнёр адвокатского бюро «Славянский правовой центр» (по согласованию)
40. Сидоренко Элина Леонидовна — генеральный директор организации «Платформа для работы с обращениями предпринимателей» (по согласованию)
41. Сморода Екатерина Вячеславовна — уполномоченный по правам ребенка в Ульяновской области (по согласованию)
42. Сокуров Александр Николаевич — кинорежиссёр (по согласованию)
43. Соловьёв Владимир Геннадиевич — председатель Союза журналистов России (по согласованию)
44. Соловьев Сергей Михайлович — старший научный сотрудник Института российской истории Российской академии наук (по согласованию)
45. Цыпленков Сергей Александрович — эколог (по согласованию)
46. Шишкина Елена Николаевна — член президиума движения «Свободный Донбасс» (по согласованию)
47. Юргенс Игорь Юрьевич — председатель правления фонда «Институт современного развития», профессор Национального исследовательского университета «Высшая школа экономики» (по согласованию)

## Заявление в защиту Подрабинека
5 октября 2009 года Совет опубликовал заявление, в котором осудил действия активистов движения «Наши», направленные против Александра Подрабинека в связи с его статьёй «Как антисоветчик антисоветчикам». В заявлении, в частности, говорится: «Совет считает незаконной и аморальной кампанию травли журналиста Александра Подрабинека, организованную безответственными авантюристами из МДАД „Наши“». Совет находит в действиях движения «Наши» признаки экстремизма: «Кампания травли журналиста явно выходит за рамки действующего законодательства и содержит очевидные признаки экстремизма…». Совет также указывает на неправомерность требований движения «Наши», в частности, требование о выезде Подрабинека из страны противоречит положению Конституции РФ, «которая гарантирует каждому право выбирать место пребывания и жительства (ст. 27)».
Первоначальный вариант заявления, выложенный на официальном сайте Совета и растиражированный в интернете, не содержал положений о том, что Совет осуждает откровенные высказывания Подрабинека. Однако в дальнейшем заявление было отредактировано (по некоторым данным, после звонка Элле Памфиловой, поступившего от высокопоставленного чиновника) и в него были включены реплики о том, что Совет не согласен с позицией Подрабинека и считает её оскорбительной для ветеранов.
Заявление было встречено неоднозначно. Некоторые члены Совета заявили о своём несогласии с позицией, высказанной от имени Совета его главой Эллой Памфиловой без учёта мнения других членов. Среди них тележурналист Алексей Пушков, Владимир Легойда, глава Национального фонда развития здравоохранения Елена Николаева, российский кинорежиссёр и писатель Сергей Говорухин. Комментируя ситуацию Елена Николаева заявила следующее:

К сожалению, о том, что такое заявление появилось, я узнала, можно сказать, только из газет и информагентств. Лично со мной как с членом Совета текст не согласовывался и на последнем заседании Совета, где я присутствовала, это заявление не принималось.

Сергей Говорухин, ранее в открытом письме обвинивший Подрабинека в моральной уродстве, подлости и скотстве, отозвал свою подпись под обращением.
С критикой Эллы Памфиловой по данному вопросу выступили многие общественные и политические деятели, в том числе директор Центра политической конъюнктуры Алексей Чеснаков (председатель Общественного совета Президиума Генерального Совета партии «Единая Россия» по взаимодействию со СМИ), лидер правозащитного движения «Сопротивление» Ольга Костина (член Комиссии по работе с общественными организациями при Президиуме Генерального совета партии «Единая Россия», супруга зампредседателя ЦИК «Единой России» Константина Костина), правозащитник Александр Брод, депутат Госдумы от «Единой России» Андрей Исаев, главный редактор журнала «Эксперт» Валерий Фадеев. Так, по мнению последнего, Совет, возглавляемый Эллой Памфиловой, ведёт себя странно и неестественно, поскольку, будучи:

…органом, который по своему предназначению должен способствовать предотвращению или затуханию конфликтов, выступать независимым арбитром в спорах гражданских институтов, вдруг категорично становится на позиции одной из сторон. И этим только разжигает конфликт. Кроме того, история с заявлением, сделанным от имени Совета, но, как выяснилось, без согласия отдельных его членов, тоже выглядит абсурдной.

Бывший пресс-секретарь движения «Наши», а ныне депутат Государственной Думы Роберт Шлегель внёс на рассмотрение нижней палаты парламента предложение по смещению Памфиловой с занимаемого поста. В своём блоге член комитета Госдумы по информационной политике, информационным технологиям и связи выступил с резкой критикой позиции Э. Памфиловой. 6 октября 2009 года лидер движения «Наши» Никита Боровиков опубликовал ответ на заявление Совета, в котором заявил, что, по его мнению, обвинения в адрес движения безосновательны. По результатам прокурорской проверки по заявлению Эллы Памфиловой нарушений законодательства в действиях движения «Наши» выявлено не было.

## Оценки деятельности
Егор Холмогоров:

Его долго выбирали, с помощью интернета, наконец выбрали со страшным скандалом. Оттуда отсеяли массу реальных правозащитников, зато пригласили официальных иностранных агентов, существующих на зарубежные гранты, и отставных телезвёзд. <…> Не так уж часто встречаются эти господа с президентом. Они решили использовать этот разговор для обсуждения с Путиным действительно «важной» темы «Верните нас в ящик!». В стране нет более важной проблемы с правами человека чем отсутствие у Парфёнова, Сванидзе и других либеральных тележурналистов достаточных возможностей ругать власть. Нет чтобы сеять разумное, доброе, вечное.

Журналист Максим Шевченко, бывший членом Совета в 2012—2018 годах, так охарактеризовал его деятельность:

Вся деятельность совета превратилась в открытие никому не нужного ОТР и Мемориала жертвам памяти политических репрессий. Но никаких конкретных действий по защите прав человека я не припомню
Шевченко отметил следующее:
- У Совета постепенно сокращали его полномочия. В 2016 году членов Совета (кроме Михаила Федотова) лишили права посещать места лишения свободы;
- Жалобы от Шевченко, переданные Владимиру Путину лично и председателю Совета Михаилу Федотову, оставались без последствий;
- Во время встреч с президентом (1 раз в год) слово сначала получали системные докладчики, а потом все остальные (если на них хватало времени);
- На рекомендацию Совета по российскому антиэкстремистскому законодательству никто внимание не обратил.

Судья Конституционного суда Российской Федерации в отставке Тамара Морщакова (она была членом Совета несколько созывов) так оценила итоги работы Совета:

К сожалению, не могу похвастаться какими-либо системными преобразованиями, принятия которых нам с коллегами удалось добиться от власти. Этим никто не может похвастаться, думаю. Максимум, что удавалось, — решать более конкретные задачи. Но и это хорошо! Например, нам удалось все-таки убедить с помощью Людмилы Михайловны Алексеевой главу государства сколько-то восстановить компетенции суда присяжных. Теперь он действует в инстанциях разного уровня. Заключения СПЧ стали затребоваться и заслушиваться Конституционным судом РФ. Его экспертизы по судебным делам используются адвокатами. А частично и своей заслугой я считаю тот факт, что удалось пока сохранить некоммерческую независимую адвокатуру, не дать превратить её в подобие бизнес-структуры. Но это лишь несколько примеров в правовой области. Считаю, что СПЧ удалось сделать немало. Иногда слова бывают не менее важны. Одно то, что совет озвучивает идею несостоятельности нынешней правоохранительной деятельности в стране, можно считать достижением. А ведь заявлено не только об этом, но и о необходимости включения в правоохранительную систему новых институтов, таких как следственный судья или уполномоченный президента, который назначался бы для исследования и решения конкретных конфликтных ситуаций в правоохранительной сфере. Такие реформы давно назрели и СПЧ их озвучил…

По мне, так он [Совет] был очень активен. Проанализируйте объём рекомендаций, число законопроектов и заключений, которые были направлены в разные инстанции этим органом, действующим на общественных началах. А если ему что и мешает, то разве что тот факт, что его посылы в сторону власти оставались чаще всего без реакции. Многие инициативы совета, направленные на судебную реформу, не были реализованы — они оглашались с завидным постоянством, но власть, оценивая их обычно устами тех, кого предлагается реформировать, больше никак на это и не реагировала

## Комментарии
1. ↑  Официальное название — «Совет при Президенте Российской Федерации по развитию гражданского общества и правам человека»[1]